# Hort von Morvah
 Der Hort von Morvah ist ein spätbronzezeitlicher (1000 bis 750 v. Chr.) Hortfund, der 1884 im Cairnmorvah, nahe der Carne Farm, etwa 800 m nördlich des Chûn Quoit in Morvah einer Gemeinde in Penwith an der Nordwestküste von Cornwall in England, während der Baustoffgewinnung gefunden wurde. 

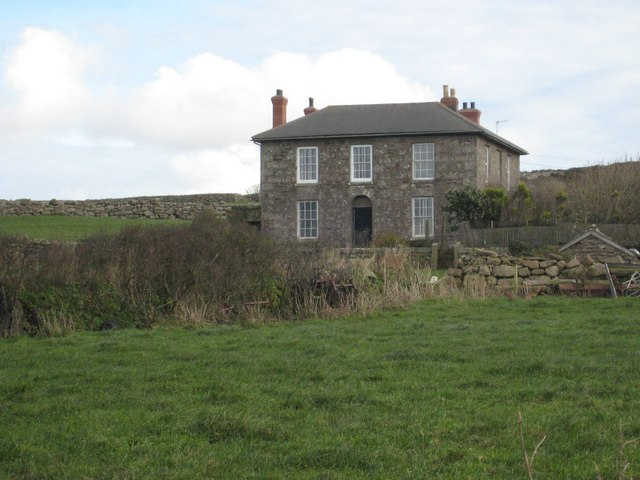
Carne Farm

Der Hort besteht aus sechs großen Armbändern, drei davon mit markanten trompetenartigen Enden und eingravierten geometrischen Motiven. Diese drei Armbänder stehen der Form nach in der Tradition irischer Armbänder aus dieser Zeit und könnten entweder in Irland oder aus irischem Gold hergestellt worden sein. Mit dem Zinnhandel könnten sie nach Cornwall gelangt sein. Im Gegensatz zu den drei dekorierten sind die anderen drei Armreifen einfacher gestaltet. Dieser Typ wird oft im Süden Britanniens gefunden, aus Irland gibt es hingegen nur wenige Beispiele.
Die Armbänder befinden sich jetzt im British Museum und erinnern mit anderen Hortfunden (Goldhorte von Cheryl Straffon, Harlyn Bay, Rillaton Barrow, Rosemorran, St Martins und St Michael’s Mount) daran, wie wohlhabend Cornwall in prähistorischer Zeit war.
Der Hortfund war Teil der Ausstellung Treasures of the World’s Cultures, die in den Jahren 2003 bis 2007 in China, Japan, Hong Kong, Taiwan und Südkorea gezeigt wurde. Im Jahr 2009 kamen die Armreifen mit der Ausstellung nach Kanada und Spanien.